# Bruach na Frithe
Bruach na Frithe är ett berg i Storbritannien.   Det ligger i kommunen Highland och riksdelen Skottland, i den nordvästra delen av landet, 700 km nordväst om huvudstaden London. Toppen på Bruach na Frithe är 958 meter över havet. Bruach na Frithe ligger på ön Skye. Det ingår i Cuillin Hills.
Terrängen runt Bruach na Frithe är huvudsakligen kuperad.